# Goephanes interruptus
Goephanes interruptus är en skalbaggsart som beskrevs av Leon Fairmaire 1902. Goephanes interruptus ingår i släktet Goephanes och familjen långhorningar.
Artens utbredningsområde är Madagaskar. Inga underarter finns listade i Catalogue of Life.